# Joseph Hoo Kim
Joseph Hoo Kim, pseud: Jo Jo (ur. 10 grudnia 1942 w Kingston, zm. 20 września 2018 w Nowym Jorku) – jamajski producent muzyczny, założyciel studia nagraniowego Channel One.

## Życiorys
Urodził się i dorastał w dzielnicy Maxfield Park, w rodzinie o mieszanych chińsko-żydowskich korzeniach. W wieku kilkunastu lat wraz z trójką młodszych braci: Ernestem, Paulem i Kennethem dorabiał pracując przy obsłudze automatów hazardowych. Gdy tego typu gry zostały zabronione przez prawo, wspólnie z Ernestem założył soundsystem Channel One. W roku 1972 obaj bracia pod tą samą nazwą otworzyli własne studio nagraniowe przy 29 Maxfield Avenue, w odpowiednio zaadaptowanym lokalu, gdzie uprzednio ich rodzina prowadziła bar i lodziarnię (mniej więcej rok później Ernest zaangażował się w działalność studia jako inżynier dźwięku, zastępując Normana „Syda” Bucknora). Wkrótce stało się ono jednym z najważniejszych miejsc na muzycznej mapie stolicy Jamajki, ugruntowując pozycję Josepha wśród najbardziej popularnych producentów tamtego okresu.
W roku 1977 braci dotknęła osobista tragedia – Paul został zastrzelony przez próbującego go obrabować złodzieja. Po tym wydarzeniu Joseph postanowił zawiesić działalność studia i wyemigrował do Nowego Jorku, gdzie wkrótce wspólnie z jednym z przyjaciół o imieniu Lowell otworzył sklep z nagraniami przy Utica Avenue na Brooklynie. Dwa lata później zdecydował o ponownym otwarciu Channel One; regularnie odwiedzał stolicę Jamajki by nadzorować jego działalność, jednak coraz rzadziej angażował się osobiście w produkcję nagrań. Wraz z nadejściem ery elektronicznego dancehallu w drugiej połowie lat 80., popularność studia stopniowo malała, skutkując ostatecznym jego zamknięciem przed końcem dekady. Joseph skupił się na rozpoczętym w USA biznesie, otwierając nowojorski oddział Channel One. Prowadził tam również tłocznię płyt.